# Karnovs lagsamling

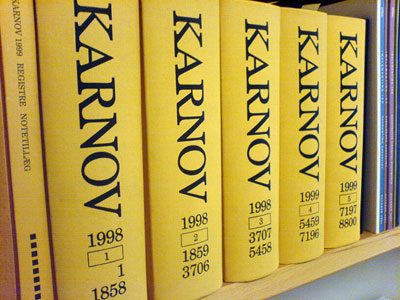
Karnovs Lovsamling från 1998 och 1999

Karnovs lagsamling är en kommenterad lagbok i vilket lagar och andra författningar kommenteras. Bokverket togs från början fram av den danska juristen Magnus Karnov och finns i Danmark och i Sverige. I lagsamlingen kan man parallellt läsa lagtext och kommentarer. Kommentarerna skrivs av ett hundratal jurister. Samtliga referenser i verket revideras årligen.
Lagar och författningar av central betydelse kommenteras mer utförligt, andra mera kortfattat. Bokverket innehåller i 2012/13 års upplaga 807 författningar ur svensk författningssamling. Registerdelen består av ett kronologiskt register, ett systematiskt register och ett sakregister. Karnov finns i bokform, på CD och internet. Karnov ges i Sverige ut av Karnov Group Sweden AB.
Karnov är ett varumärke som ägs av Karnov Group Holding AB. Bolaget driver informations- och kommunikationsverksamhet genom Karnov samt sina övriga varumärken Gadjura, Forlaget FSR och Revisor Manual. Verksamheten bedrivs primärt genom bolagen Karnov Group Sverige AB samt Karnov Group Denmark A/S som servar de lokala marknaderna. 